# 新蒙特莫爾
新蒙特莫爾（Montemor-o-Novo）是葡萄牙的一座城市。面積1233.0平方公里。有人口18,485人，其中市區人口12,000人。市政廳位於埃武拉區。全市管轄有10個堂區。市假日是3月8日。

## 外部連結
- 市政廳網站 （页面存档备份，存于）
- 新蒙特莫爾照片 （页面存档备份，存于）